# Гурд, Аарон
Аарон Брэдли Гурд (англ. Aaron Bradley Gurd; род. 18 сентября 2001, Сидней) — австралийский футболист, защитник клуба «Сидней».

## Клубная карьера
Гурд — воспитанник клуба «Сидней». 10 августа 2022 года в матче Кубка Австралии против «Бентлей Гринс» игрок дебютировал за основной состав. В этом же поединке Аарон забил свой первый гол за «Сидней». 16 октября в матче против «Уэстерн Юнайтед» он дебютировал в А-Лиге.